# Tony Mawejje
Pour les articles homonymes, voir Mawejje.
Anthony Mawejje Jr., plus connu sous le nom de Tony Mawejje (né le 15 décembre 1986 à Masaka en Ouganda), est un footballeur international ougandais, qui évolue au poste de milieu de terrain.

## Biographie

### Carrière en club
Tony Mawejje évolue en Ouganda, en Afrique du Sud, en Islande et en Norvège.
Il dispute lors de son passage en Europe, neuf matchs en Ligue Europa.

### Carrière en sélection
Il inscrit son premier but en équipe d'Ouganda le 1er janvier 2009, contre le Rwanda (victoire 4-0). Il marque ensuite un doublé quelques jours plus tard, contre la Somalie, à nouveau pour une victoire 4-0. Il inscrit son troisième but en sélection le 12 décembre 2010, contre l'Éthiopie. Ces trois rencontres entrant dans le cadre de la Coupe CECAFA des nations.
En juin 2013, il inscrit deux buts entrant dans le cadre des éliminatoires du mondial 2014, contre le Liberia (victoire 1-0), et l'Angola (victoire 2-1).
En septembre 2014, il inscrit un but contre le Ghana. Puis en septembre 2015, il marque un but contre les Comores. Ces deux matchs sont qualificatifs pour la Coupe d'Afrique des nations.
En janvier 2017, il participe à la Coupe d'Afrique des nations organisée au Gabon. Lors de cette compétition, il dispute les trois matchs disputés par son équipe. Il joue à cet effet contre le Ghana, l'Égypte, et le Mali.
Son palmarès avec l'Ouganda est constitué d'une victoire en Coupe CECAFA des nations en 2011, et d'une 3e place dans cette même compétition en 2010.

## Palmarès
| KCCA - Coupe d'Ouganda (1) : - Vainqueur : 2003-04. |  | Police Jinja - Coupe Kagame inter-club (1) : - Vainqueur : 2006. |  | Uganda Revenue Authority - Coupe d'Ouganda : - Finaliste : 2008-09. - Championnat d'Ouganda (1) : - Champion : 2008-09. - Coupe Kagame inter-club (1) : - Vainqueur : 2008. |

 Ouganda
- Coupe CECAFA des nations (1) :
  - Vainqueur : 2011.
  - Troisième : 2010.